# Bugs !
Cet article concerne le court métrage de 1960. Pour la série télévisée d'animation, voir Bugs ! Une Production Looney Tunes.
Pour plus de détails, voir Fiche technique et Distribution.
Bugs ! (Person to Bunny) est un court métrage Merrie Melodies de 1960 réalisé par Friz Freleng, mettant en scène Bugs Bunny, Daffy Duck et Elmer Fudd.